# Мерсье, Жак
Жак Мерсье (фр. Jacques Mercier; род. 11 ноября 1945, Мец, Франция) — французский дирижёр.
В 1972 году одержал победу на Безансонском международном конкурсе молодых дирижёров.
С 1982 по 2002 годы возглавлял Национальный оркестр Иль-де-Франс, записал с ним Реквием Камиля Сен-Санса, сюиту Флорана Шмита «Саламбо» и другие сочинения французских композиторов. Одновременно с 1990 по 1997 годы был главным дирижёром Филармонического оркестра Турку.
С 2002 года стал главным дирижёром Национального оркестра Лотарингии.
В 1986 году сыграл самого себя в дебютной картине Режиса Варнье «Женщина моей жизни» (Франция, ФРГ, 1986, 102 мин).